# Фурманівка (Новоукраїнський район)
Фурма́нівка — село в Україні, в Новоукраїнському районі Кіровоградської області. Населення становить 604 осіб. Орган місцевого самоврядування — Фурманівська сільська рада.

## Населення
Згідно з переписом УРСР 1989 року чисельність наявного населення села становила 625 осіб, з яких 271 чоловік та 354 жінки.
За переписом населення України 2001 року в селі мешкало 605 осіб.

### Мова
Розподіл населення за рідною мовою за даними перепису 2001 року:
| Мова       | Відсоток |
| ---------- | -------- |
| українська | 91,39 %  |
| молдовська | 4,47 %   |
| вірменська | 1,66 %   |
| російська  | 1,16 %   |
| білоруська | 0,50 %   |
| болгарська | 0,50 %   |
| румунська  | 0,17 %   |

## Історія
Станом на 1886 рік у селі, центрі Фурманівської волості Єлисаветградського повіту Херсонської губернії, мешкало 388 осіб, налічувалося 69 дворових господарств.
Згадується у Постанові бюро Новоукраїнського РК ЛКСМУ про заходи по реалізації постанови ЦК ЛКСМУ від 24 листопада 1932 р. «Про заходи до посилення участі комсомолу у виконанні плану хлібозаготівель»:

«29.ХІ.1932 у с. П. Броді провести кущову нараду секретарів комсомольських осередків по цьому питанню. На нараду у П. Броді скликати секретарів осередків з таких сільрад: 1. П. Брід; 2. Любомирка; 3. Гнатівка; 4. Глиняна; 5. Помічна; 6. Олексіївка; 7. Перчунова; 8. Помічнянська МТС; 9. Фурманівка. Проведення нарад доручити т. Файнкіху».

## Відомі люди
- Вовченко Григорій Данилович — доктор хімічних наук, колишній професор, завідувач кафедри хімії та проректор Московського державного університету імені М. В. Ломоносова.
- Криворотенко Володимир Григорович — колишній проректор з адміністративно-господарської роботи Кіровоградського інституту сільськогосподарського машинобудування (1988—1994)[7].
- Пойченко Михайло Іванович — український кінооператор.
- Пойченко Анатолій Михайлович — доктор історії, професор, член — кореспондент НАН України, колишній директор Одеського державного інституту регіонального управління.
- Полока Іван Олександрович — колишній міністр лісового господарства СРСР.
- Ткаченко Юрій Анатолійович — чинний голова сільської ради.